# Hosaena
Hosaena (aussi Hossana, Hosaina ou Hosa'ina ; anciennement Wachamo[réf. souhaitée]) est une ville et un woreda du centre-sud de l'Éthiopie. Elle est depuis 2023 la capitale et la plus grande ville de la région Éthiopie du Centre.
Hossaena est aussi le chef-lieu de la zone Hadiya où elle a le statut de woreda au moins depuis 2007.
Elle passe en 2023 de la région des nations, nationalités et peuples du Sud à la région Éthiopie du Centre comme toute la zone Hadiya.
Située au centre du woreda Limu, elle se trouve sur la route menant d'Addis-Abeba à Sodo vers 2 200 m d'altitude, près de 230 km au sud d'Addis-Abeba.
Elle compte 69 995 habitants au recensement national de 2007 avec une population entièrement urbaine.
Près de 66 % des habitants sont protestants, 25 % sont orthodoxes, 7 % sont musulmans et 2 % sont catholiques.
En 2022, sa population est estimée à 188 172 personnes avec une densité de population de 4 650 personnes personnes par km2 et 40,5 km2 de superficie,.